# Markku Pusenius
Markku Sakari Pusenius (Lahti, 29 maggio 1964) è un ex saltatore con gli sci finlandese.

## Biografia
In Coppa del Mondo esordì il 7 marzo 1981 a Lahti (14°) e ottenne il primo podio l'8 gennaio 1983 a Harrachov (2°).
In carriera prese parte a un'edizione dei Giochi olimpici invernali, Sarajevo 1984 (20° nel trampolino normale, 16° nel trampolino lungo) e a due dei Campionati mondiali, vincendo una medaglia.

## Palmarès

### Mondiali
- 1 medaglia:
  - 1 oro (gara a squadre a Sarajevo/Rovaniemi/Engelberg 1984)

### Mondiali juniores
- 1 medaglia:
  - 1 argento (K70 a Murau 1982)

### Coppa del Mondo
- Miglior piazzamento in classifica generale: 21º nel 1983
- 2 podi (entrambi individuali):
  - 1 secondo posto
  - 1 terzo posto